# Dplay
Dplay was een streamingdienst van Discovery Benelux. De streamingdienst kwam in 2015 in Europa beschikbaar en op 12 februari 2019 in Nederland.
Entertainment- en non-fictieprogramma's van de zenders Discovery Channel, TLC en Investigation Discovery konden tot zeven dagen terug worden bekeken, live worden bekeken en vooruit worden bekeken. De streams waren beschikbaar op de computer, tablet, mobiel en via Airplay of Chromecast op televisie. Na registratie van persoonsgegevens en betaling van contributie bood een abonnement kijkers toegang tot meer programma's en een reclamevrij programma-aanbod.
De streamingdienst was operationeel in Nederland, het Verenigd Koninkrijk, Ierland, Noorwegen, Zweden, Denemarken, Finland, Italië en Spanje. Vanaf oktober 2020 ging Dplay in Ierland en het Verenigd Koninkrijk verder onder de naam discovery+. Op 4 januari 2021 startte discovery+ in de Verenigde Staten, en een dag later werd in de overige landen Dplay vervangen door discovery+.